# LHS-475b
LHS-475b es un Planeta terrestre orbitando a la Estrella LHS-475 a unos 40.7 Años luz en la Constelación de Octans. Fue el Primer Planeta extrasolar en ser Confirmado por el Telescopio espacial James Webb.
Completa una Órbita cada 2 días y tiene un 99% del Diámetro de la Tierra. Siendo el Exoplaneta más Similar en Cuanto a Radio Terrestre descubierto.

## Referencias

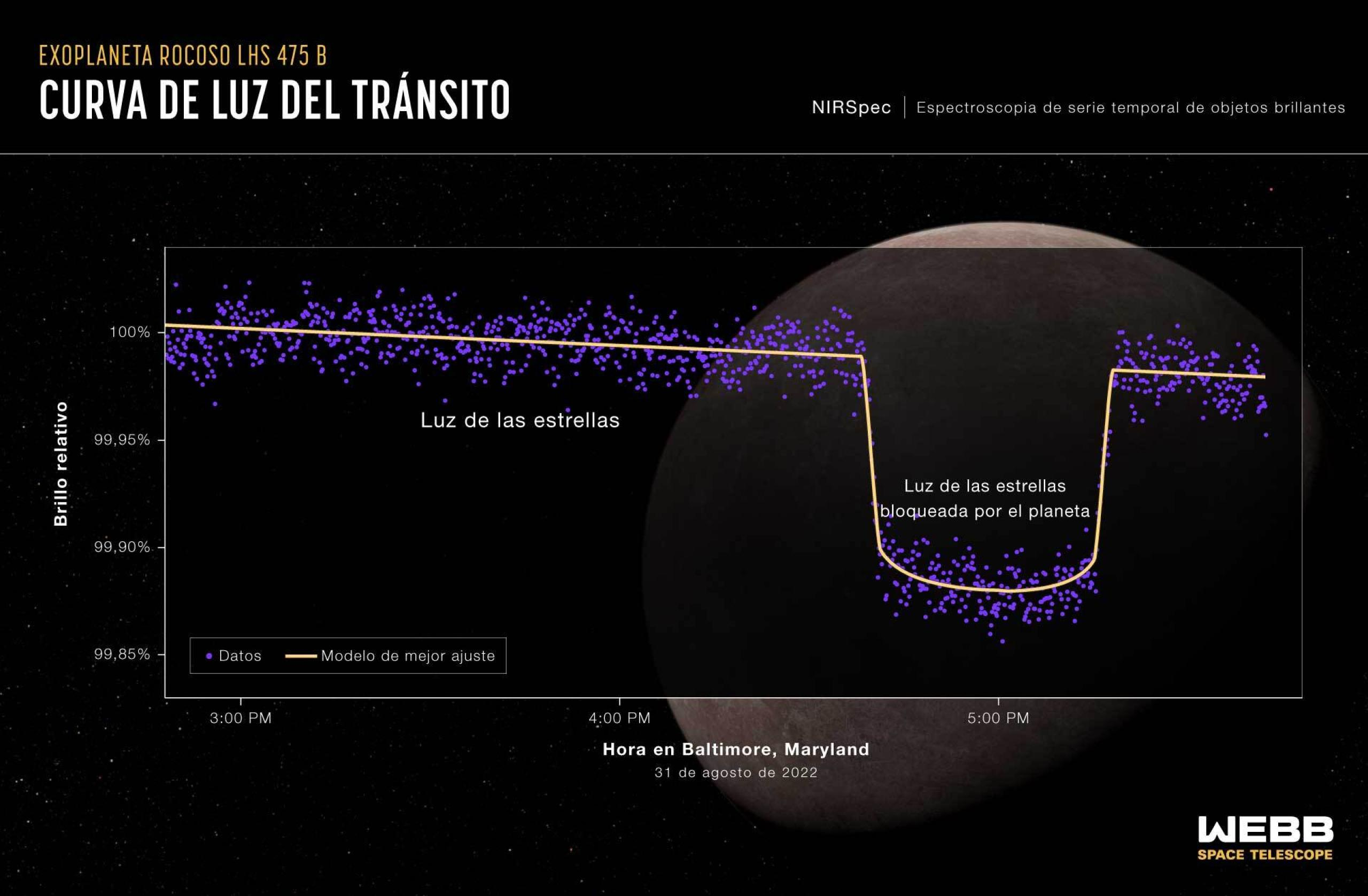
Una curva de luz del espectrógrafo del Infrarrojo cercano (NIRSpec) del Telescopio espacial James Webb de la NASA muestra el cambio en el brillo del sistema estelar LHS 475 a lo largo del tiempo, a medida que el planeta transitaba por su estrella el 31 de agosto de 2022.